# Carl von Bahr
Carl Fredrik Oskar von Bahr, född 24 april 1830 i Uppsala-Näs församling, Uppsala län, död 21 september 1900 i Uppsala församling, Uppsala län, var en svensk doktor och häradshövding.

## Biografi
Carl von Bahr föddes 1830 i Uppsala-Näs församling. Han var son till majoren Robert von Bahr och Eva Carolina Aimée Constance Åkerhielm af Margretelund. von Bahr blev 1847 student vid Uppsala universitet och avlade 1850 juridisk filosofie kandidat. Han blev 2 mars 1850 extraordinarie kanslist i Civildepartementet och avlade 1854 juridisk kandidat. von Bahr blev 30 maj 1854 auskultant i Svea hovrätt, 20 november 1854 extra ordinarie notarie i Svea hovrätt och 21 oktober 1857 vice häradshövding. Han blev 31 januari 1868 assessor i Svea hovrätt och 21 juni 1872 tillförordnande revisionssekreterare. von Bahr blev 29 maj 1874 ordinarie revisionssekreterare och utnämndes 1 december 1877 till riddare av Nordstjärneorden. Han blev 4 juli 1879 häradshövding i Uppsala läns norra domsaga, utnämndes 1 december 1896 till kommendör av Vasaorden andra klassen, samt 1 december 1899 till kommendör av Nordstjärneorden andra klassen. von Bahr tog avsked 27 april 1900 från tjänsten som häradshövding och blev 31 maj 1900 juridisk hedersdoktor. Han avled 1900 i Uppsala.

### Familj
von Bahr gifte sig 4 augusti 1859 på Östanå i Roslags-Kulla socken med Elisabeth Boström (1838–1914), dotter till lagmannen Erik Samuel Boström och Gustava Ekusabet Fredenheim. De fick tillsamman barnen borgmästaren Johan von Bahr (född 1860) i Uppsala, läraren Ellen Elisabet Aimée von Bahr (1862–1899) vid Brummerska flickskolan, regementsläkaren Erik Otto von Bahr (född 1866), Ebba Maria Charlotta von Bahr (1868–1882), Hedvig Gustava Fredrika von Bahr (född 1872) som var gift med doktorn Nils Alexanderson och fysikern och folkhögskollärare Eva von Bahr (1874–1962) som var gift med läraren Niklas Bergius.

## Fotnoter
1. 1 2 3  Uppsala domkyrkoförsamlings kyrkoarkiv, Död- och begravningsböcker, SE/ULA/11632/F/10 (1895-1901), bildid: 00150927_00312, sida 307, död- och begravningsbok, läs online, läst: 24 september 2020.[källa från Wikidata]
2. ↑  Svenskagravar.se, läs online, läst: 11 augusti 2020.[källa från Wikidata]
3. 1 2  Folkräkningar (Sveriges befolkning) 1890, Riksarkivet, läs onlineläs online, läst: 26 mars 2018.[källa från Wikidata]
4. ↑  Eva V J Bergius, Svenskt biografiskt lexikon, Svenskt Biografiskt Lexikon-ID: 18619, läs online.[källa från Wikidata]
5. ↑  Hedvig Eleonora kyrkoarkiv, Födelse- och dopböcker, SE/SSA/0006/C I/27 (1873-1875), bildid: 00012304_00146, sida 143, födelse- och dopbok, läs online, läst: 25 september 2020.[källa från Wikidata]
6. 1 2  Elgenstierna Gustaf, red (1925). Den introducerade svenska adelns ättartavlor 1 Abrahamsson-Celsing. Stockholm: Norstedt. sid. 213. Libris 10076137. https://runeberg.org/elgenst/1/0235.html